# Arena Internacional de Deportes de Cantón
La Arena Internacional de Deportes de Cantón (en chino: 广州 国际 体育 演艺 中心) es un pabellón deportivo situado en Cantón (China), que se inauguró en septiembre de 2010. Se utiliza sobre todo para el baloncesto y tiene un aforo de 18 000 espectadores . El 16 de octubre de 2010, se organizó un partido de pretemporada de la NBA entre los New Jersey Nets y los Houston Rockets. El público llenó el estadio para ver a los Rockets, como visitantes, vencer a los Nets por 95-86.

## Historia
Diseñado por MANICA Arquitectura en colaboración con el Instituto de Diseño de Guangzhou, no sólo ha sido el anfitrión de eventos de los Juegos Asiáticos en 2010, sino que es sede de una gran variedad de eventos de clase mundial como baloncesto, eventos internacionales sobre hielo y grandes conciertos musicales. El diseño del edificio también cumple con los rigurosos estándares de la NBA, lo cual ayudará a que la NBA se expanda por Asia. Todo lo que concierne al diseño de la arena ha sido considerado cuidadosamente para asegurar su éxito. El sitio, ubicado en el Distrito de Luogang, está pensado para facilitar su uso y acceso. Con múltiples paradas de tránsito, y cerca de las principales arterias vehiculares, la arena de la voluntad es un destino de viaje fácil y agradable.
Cuando uno se aproxima al pabellón, es fácil darse cuenta de que es el único de su tipo en el mundo. Las curvas naturales que fluyen del sitio se traducen en el exterior del edificio armónico, y las líneas que fluyen suaves de cristal y brillante de subida y la caída de metal a medida que giran y giran alrededor del edificio. Inspirado en los legendarios cinco nubes de colores que entregan los inmortales en carneros para salvar la ciudad de la hambruna, el efecto global del diseño es a la vez relajante y efímero. El exterior del edificio es icónico y reconocible al instante como en casa única y hermosa de Guangzhou para el deporte y el entretenimiento.
La elegancia continúa en la arena donde los huéspedes son recibidos por un amplio Grand Concourse, techos altos, y el acceso directo a sus asientos en la zona de asiento inferior. Cada asiento ha sido diseñado para maximizar la comodidad y puntos de vista para todos los huéspedes, y las explanadas incorporar una amplia variedad de alimentos, bebidas, con un gran número de instalaciones de servicios.
La arena está prevista como parte de un deporte más grande y el distrito de entretenimiento en el corazón de la nueva Luogang al este del centro de Cantón (Guangzhou). Una vez completado, el desarrollo completo será reconocido en todo el mundo como el deporte estreno y destino de entretenimiento para toda la ciudad.
El 18 de abril de 2015, la cantautora estadounidense Katy Perry presentó su primer concierto de la etapa asiática de su gira Prismatic World Tour en el estadio. Este también fue su primer concierto en China.
- Datos: Q5613733
- Multimedia: Baoneng Guangzhou Arena / Q5613733